# Diracov fermion
Diracov fermion  je fermion, ki ni sam sebi antidelec. 
Imenuje se po britanskem fiziku in matematiku Paulu Adrienu Maurice Diracu (1902–1984).
Vsi fermioni v standardnem modelu (razen nevtrina) so Diracovi fermioni. To so delci, ki imajo naboj. Delci, ki naboja nimajo, pa spadajo med Majoranove fermione.
Diracov fermion je enakovreden dvema Weylovima fermionoma.